# Scrophularia spinulescens
Scrophularia spinulescens är en flenörtsväxtart som beskrevs av Árpád von Degen och Hausskn.. Scrophularia spinulescens ingår i släktet flenörter, och familjen flenörtsväxter. Inga underarter finns listade i Catalogue of Life.